# ヴァーサ (戦列艦)
ヴァーサ（スウェーデン語: Vasa）は、スウェーデン海軍の64門戦列艦。

## 建造から沈没まで
グスタフ2世アドルフの命によって1626年起工。当時のスウェーデン王朝の名にちなんで名付けられた。スウェーデンは当時ポーランドと戦争中で損失を受けた海軍力を回復するため強力な戦艦を建造しようとしていた。もともと砲甲板は一層の予定であったが、建造途中で初めての試みである二層に増やされるなど無理な構造で、さらに重武装だったため極端な重量艦になってしまった。設計者は当時の建艦先進国オランダから来て造船所を開いた人物ヒデルトソンであったが、完成1年ほど前に亡くなり、事業は経営を未亡人が、製造を同僚パートナーが引き継いでいた。製造を引き継いだパートナーはフランスの船の寸法を参考にしたという。高さ52メートル、長さ69メートル、重量1200トン、六十数門の大砲を装備した当時最強クラスの戦艦になるはずであった。
当時は現在のように船の安定性について計算する方法はなく、うまくいった船の寸法やバランスを参考に新たな試みを加えていくという形で経験的に作られていた。そのため、砲船ながら相手船との乗り込み戦闘の盛んだった時代の名残で船尾が高い設計になっていて、それが安定性をさらに悪くしていた。なお、船には国王が乗り込むことも想定され、船尾や船首は高価な塗料で色鮮やかに塗られたり金箔装飾まで行われた手の込んだ彫刻が施されていた。この船の建造のために1000本以上の樫の木が伐採され、400人以上の職人たちが二年余り働いたという。
1628年8月10日、波が穏やかな日に王宮であったトレクローノル城の下の係留場から、礼砲を撃って初航海に出た。しかし、マストに帆を張り 1,300 m ほど帆走した地点で横風を受け、復原性の低さが災いしてそのまま横転沈没した。開いていた砲門から水が流れ込んだため10分ほどで沈没し、乗組員150人ほどのうち少なくとも30人が死亡したとされる。まだ兵士らは乗り込んでいず、乗組員は泳ぎに長けていた者が多かったため犠牲者は少なく済んだとみられる。とはいえ、船員の妻子らが記念に乗り込み、彼ら・彼女らは外洋に出る前には下船するはずだったが、そうする間もなく事故に巻き込まれている。

## 沈没直後
事故は宰相や当時戦争で国外にいた国王に直ちに知らされ、国王は船の引き上げと責任者の処罰を命じた。
沈んだところは水深32mほどあったが、マストまで含めて高さの高い船であったため当初は沈んだ位置も分かりやすかったという。事故後すぐから引き上げが試みられた。大砲や貴重品は1664年までにほぼ回収できた。当時現れていた潜水鐘を使って作業が行われたが、船に固定されていた大砲を船体を傷つけることなくどのように回収されたかは現在でも分かっていない。大砲は腐食がひどく、鋳つぶして再生するために50数門がドイツのリューベックに纏めて売り払われた。船体の回収にはことごとく失敗し、海底に沈んだ状態で放置され、その後泥に埋もれて長らく位置が分からなくなってしまった。
処罰については、国王の弟が審問委員の代表を務め、建造技師や助かった艦長・砲術長らが逮捕乃至審問を受けたが、もともとの設計技師が死亡していたことや王の注文による無理な設計変更が原因だと思われることもあり、王が帰国できないまま亡くなったこともあって誰も処罰されることなくそのまま終息した。なお、出航前日に甲板長が乗組員三十人を甲板の端から端に走らせてみたところ横倒しの危険があり三往復した所で中止しなければならなかったことが判明している。副提督が危険を感じて中止を命じたのだが、彼も国王の機嫌を損じることを恐れて王に報告しようとすることはなかった。そのため経営論等のテキストでこの事件は失敗の見本例として取り上げられることも多い。

## 引き上げと展示
1950年代に入って、バルト海は水温や酸素濃度が低く、フナクイムシが生息していないことから、ヴァーサの船体が朽ちることなく復元可能な状態で沈んでいる可能性が持ち上がった。アマチュア海洋考古学者アンデシュ・フランツェーン（Anders Franzén）の尽力により1956年再発見され1958年に引き上げ作業計画が決定、ヴァーサは沈没から333年経った1961年6月、ついに引き上げられた。船体の下に6本のトンネルを作ってロープを通し、持ち上げていったん浅瀬まで運び、さらに持ち上げながら重量を軽くするため溜まった土砂をホース放水で落としていくという方法で引き上げられた。長期にわたる復元作業の後、1988年12月からヴァーサ博物館にて展示中。バラバラになっていた船体の復原作業は「世界最大のジグソーパズル」と称された。引揚や復原の模様はテレビ撮影もされ、とくに引揚模様は海外にも中継放送され、大勢が見たとされる。
船体自体や船体装飾の彫刻や武器類や日常調度品、硬貨４０００点以上などが非常に良く原形を残し、船員の衣服や15人ほどの遺骨、さらにその中には毛髪や脳も残っているものもあった。当時の戦列艦の姿、建造方法、設備などを知る貴重な資料を提供している。とくに舵輪が発明される前に船の舵を取るために使われていたホイップスタッフは、当時のものとしてはほぼ完全な形で残っている唯一のものとみられている。
1986年仮設博物館に展示された。その後、対象範囲をスカンジナヴィア諸国とするコンペが行われ、G.Monson 建築事務所（後のMonson Dahlbaeck 建築事務所）が「1879年から有るガラール造船所の古いドックに柔らかい感じの銅板の屋根をすっぽりと被せる」という案を提出、現在はストックホルムの三本マストを模した外観が特徴のヴァーサ号博物館で展示され、毎年100万人以上が来訪している。スウェーデンで来訪者最多の人気博物館で、館内では貸切パーティも可能である。一般来訪者はヴァーサ号の外観を観覧できるが、内部を見ることは研究者の他は海軍関係者、国家元首に限られている。

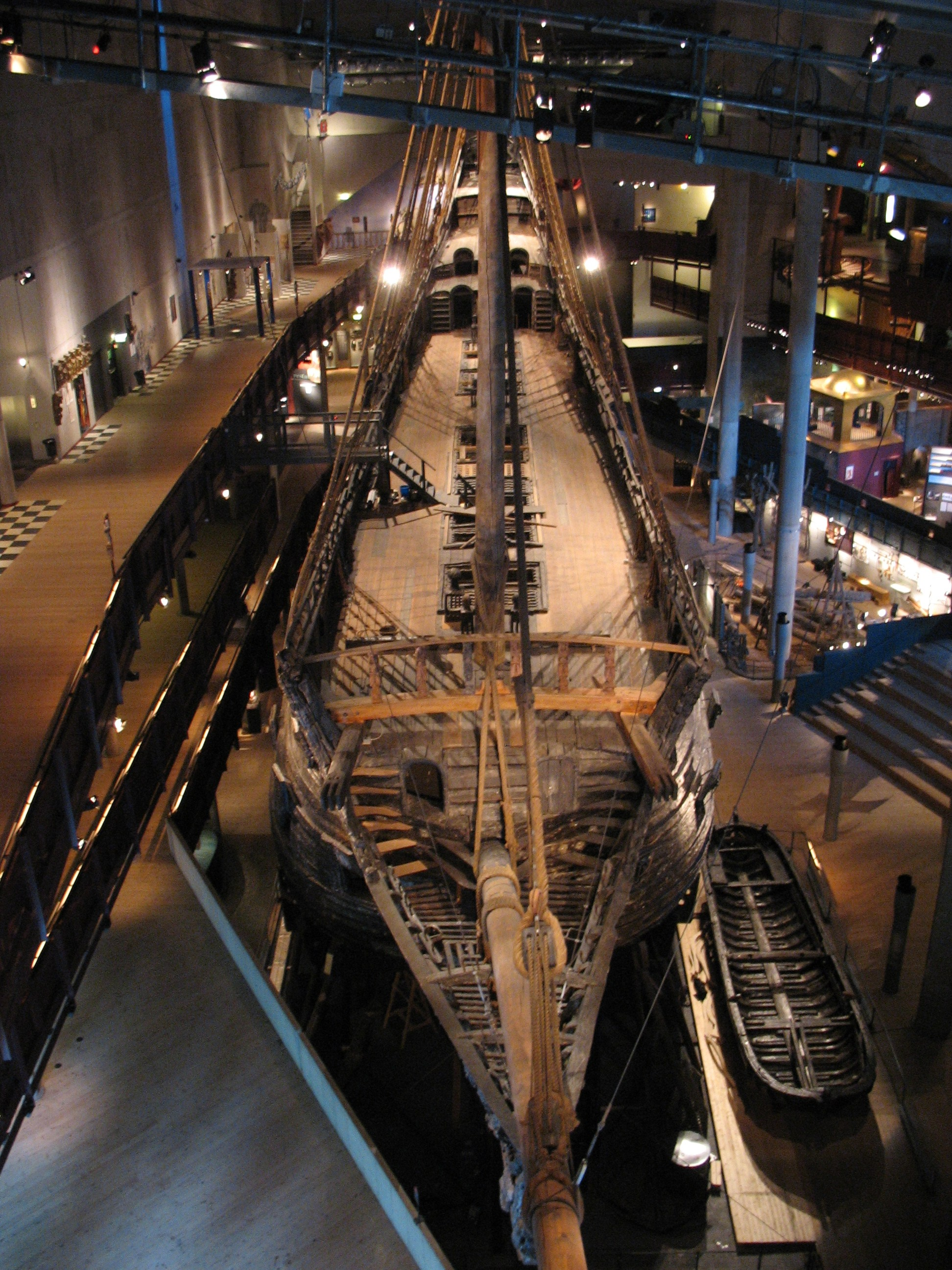
ヴァーサの甲板
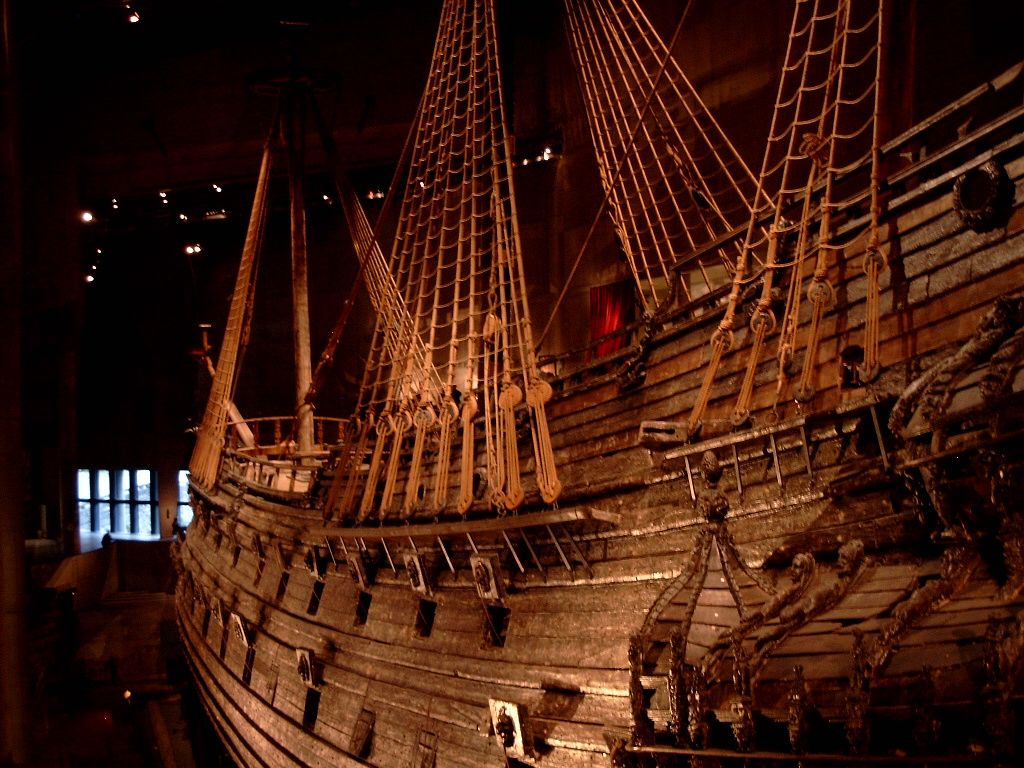
ヴァーサの砲門
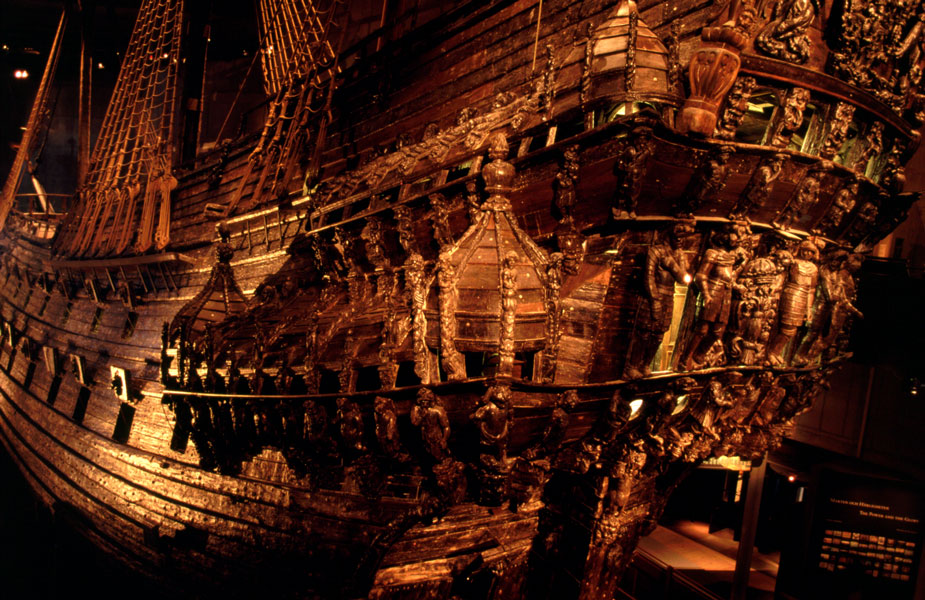
豪奢なヴァーサの艦尾
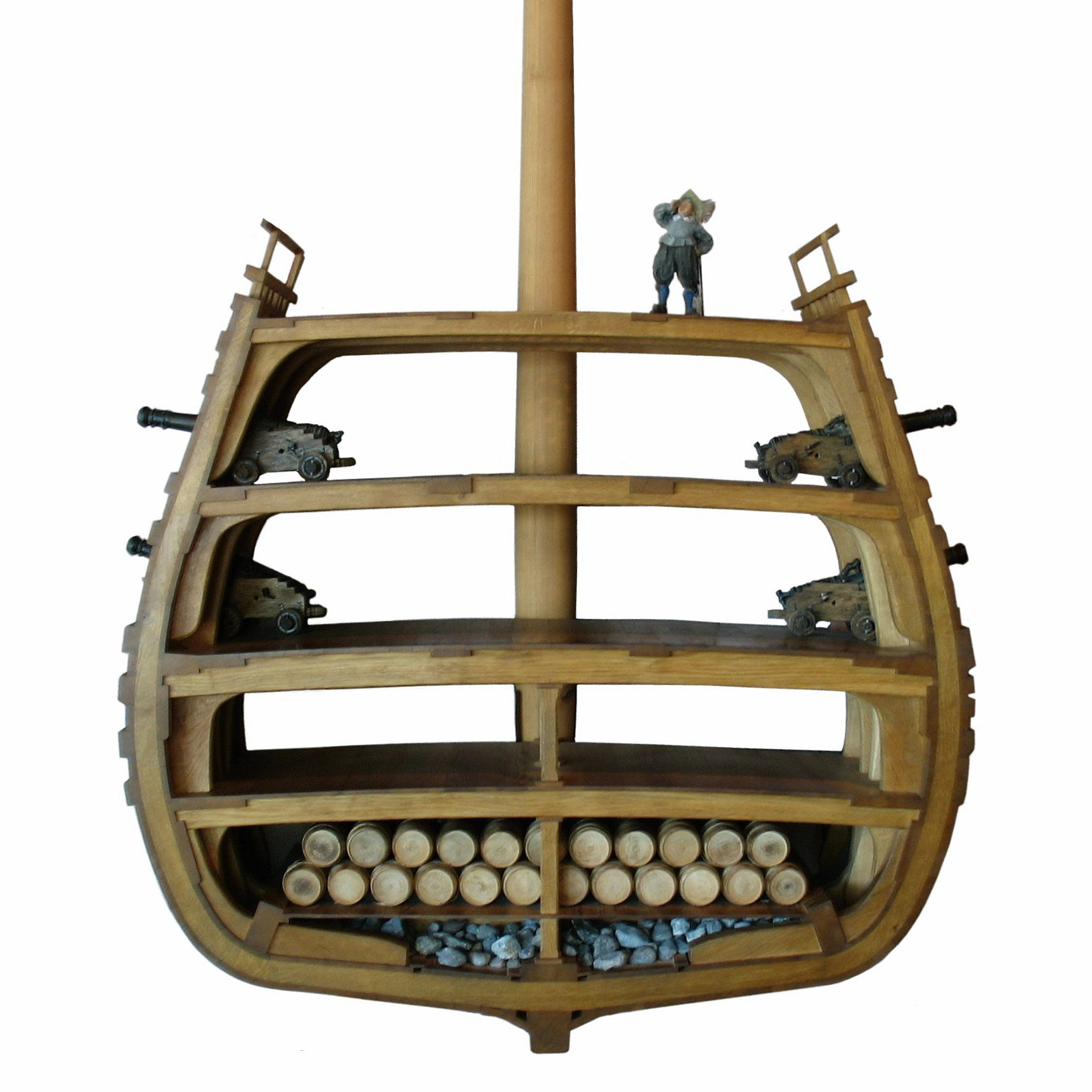
ヴァーサの船体、断面